# Bastione Cavallerizza
Il bastione Cavallerizza (già baluardo dell'Oriolo) è uno dei sei bastioni che compongono la cinta muraria della città di Grosseto.
Il bastione è situato al vertice meridionale delle mura di Grosseto, adiacente a Porta Vecchia, storico accesso alla città medievale.

## Storia
Il bastione fu edificato nella seconda metà del XVI secolo nei pressi della Porta Vecchia – allora conosciuta come Porta Cittadina o Porta Reale – durante la ricostruzione delle mura operata dai Medici su progetto di Baldassarre Lanci, e i lavori furono eseguiti dal 1574 al 1575 sotto la direzione di Simone Genga, nonostante le fondamenta fossero state gettate già nel 1567. Il bastione prese il nome di baluardo di Porta Reale, ma finì poi per essere modificato in baluardo dell'Oriolo per la presenza di un orologio sul torrione sovrastante la porta. Altri lavori di consolidamento furono effettuati negli anni novanta dello stesso secolo, sempre a causa del difficile terreno che già aveva fatto ritardare la costruzione stessa del bastione. Essendo ubicato a ridosso del principale accesso alla città – a lungo unico accesso – questo è il bastione che più di tutti ha subito trasformazioni e modifiche nel corso della propria storia.
Al 1733 risale un progetto poi effettivamente realizzato del governatore di Grosseto Cosimo Bagnesi circa lavori di rinforzo a fini di difesa della porta, mentre ulteriori lavori di adeguamento si ebbero nel 1755 ad opera del direttore generale delle fortificazioni in Toscana, il colonnello Odoardo Warren.

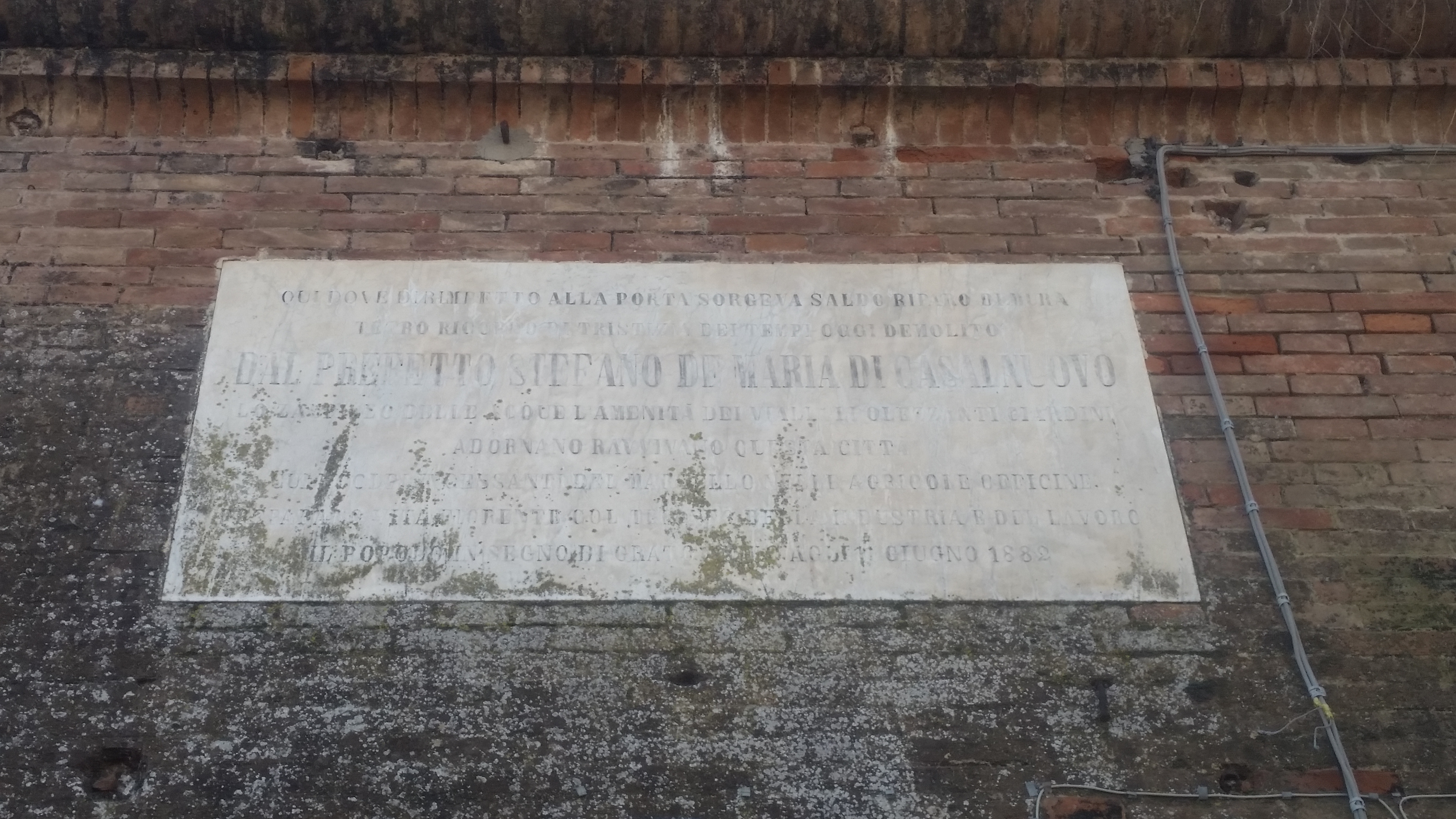
Targa in ricordo della demolizione dell'orecchione posta sul lato esterno del bastione in piazza De Maria

In seguito alla definitiva smilitarizzazione delle mura del 1833, iniziarono i lavori per trasformare i camminamenti e i bastioni in parco pubblico. Nel 1848 vennero portate avanti una serie di operazioni per ampliare la passeggiata in quota nel tratto tra il bastione dell'Oriolo e il bastione Molino a Vento, su progetto dell'ingegnere Lamberto Lapi. Nel 1850 il terreno antistanti le troniere venne adibito a orto, mentre la torre sovrastante la porta fu ceduta a privati, che ne disposero la demolizione nel 1854. L'intervento più significativo si ebbe nel 1882, quando per iniziativa del prefetto Stefano De Maria fu asportato l'orecchione sinistro del bastione aprendo maggiore spazio di fronte alla porta. Inoltre, nel 1895 venne realizzata una rampa che permetteva l'accesso dalla sottostante piazza del Sale, mentre al centro del bastione fu realizzata un'area circolare contornata da gradoni, la quale fu rinnovata nel corso del XX secolo ed utilizzata per spettacoli, incontri e cinema all'aperto.

## Descrizione
Il bastione Cavallerizza chiude, all'interno, il lato meridionale di piazza del Sale nel centro storico di Grosseto. Si trova nei pressi di Porta Vecchia, rispetto alla quale si trova a sinistra guardando le mura dall'esterno.
Di forma poligonale, il bastione si caratterizza per la presenza di un giardino lungo l'area pedonale che conduce verso il non lontano bastione Molino a Vento. A causa della demolizione dell'orecchione sinistro avvenuta tra il 1882 e il 1884, il Cavallerizza è l'unico tra i sei bastioni a non mantenere l'originaria conformazione a punta di freccia. Esternamente, presenta un possente basamento a scarpa cordonato, in continuità con la cortina sovrastante.